# Deutsche Wut – Rock gegen Oben
Deutsche Wut – Rock gegen Oben ist das zweite Studioalbum der deutschen Rechtsrock-Band Landser. Es erschien im Jahr 1998 über das Label Rebell Records und ist seit August 2004 indiziert und beschlagnahmt.

## Albumtitel
Der korrekte Titel des Albums ist umstritten. Auf dem Cover der Originalpressung ist „Rock gegen Oben“ zu lesen, auf dem dazugehörigen Inlay „Landser – Deutsche Wut“, die CD selbst nennt auf ihrem Aufdruck nur den Bandnamen. Dadurch gelten sowohl Rock gegen Oben als auch Deutsche Wut als möglicher Werktitel. Bei dem im Dezember 2003 gefällten Urteil über die Mitglieder der Band wurde als Titel der Veröffentlichung die Doppelform Deutsche Wut – Rock gegen Oben angegeben.

## Hintergrund
Nachdem der Schlagzeuger Horst S. im März 1996 Landser verlassen hatte, kamen die Aktivitäten der Band zunächst für einige Monate zum Erliegen. Ende 1996 kam es zum Kontakt mit dem später Mitangeklagten Christian W., einem Mitglied des Blood-and-Honour-Netzwerkes. Er hatte erfahren, dass die Band einen neuen Schlagzeuger suchte. Nach einer gemeinsamen Probe Anfang 1997 wurde W. in die Band aufgenommen. Für W., der bereits vorher bei diversen Bands der rechtsextremen Szene als Gitarrist und Schlagzeuger gespielt hatte, stellte die Mitgliedschaft bei Landser die Krönung seiner musikalischen Karriere dar. Mit Michael Regener, Christian W. und André M. hatte die Band schließlich ihre endgültige Besetzung gefunden, die bis zum Gerichtsurteil im Dezember 2003 Bestand hatte.
Regener hatte in dieser Phase bereits zahlreiche neue Texte geschrieben. Der neu hinzugekommene W. fand einen Dachboden, auf dem die Band unbehelligt ihre Proben absolvieren konnte. Zur Aufnahme des neuen Albums wurde erneut ein Tonstudio im Ausland gewählt. Regener nutzte dabei seine guten Kontakte in die USA und wählte als Produktionsort ein Tonstudio in Saint Paul (Minnesota) aus. Im April 1998 flogen die Bandmitglieder dorthin und nahmen ihr neues Album mit dem Titel Deutsche Wut – Rock gegen Oben auf.
Die Produktion sollte von Jens O. übernommen werden, der bereits das Debütalbum Republik der Strolche vertrieben hatte. Dieser lehnte jedoch ab, da er wegen seiner Aktivitäten in der rechtsextremen Szene bereits Schwierigkeiten mit den Strafverfolgungsbehörden hatte, und übertrug die Produktion seinem Geschäftspartner B. Die Tonträger wurden in den USA gepresst und hatten eine Auflage von 10.000 Stück. Für die Verbreitung der Alben waren O. und B. zuständig. Sie wählten nach den rechtlichen Schwierigkeiten bei der Verbreitung des ersten Albums einen neuen Vertriebsweg. Die fertigen CDs wurden in kleinen Mengen von den USA in die Niederlande verschickt, wo sie von ausgesuchten Händlern, die den Kaufpreis im Voraus entrichten mussten, auf eigenes Risiko abgeholt wurden. Dadurch sollte vermieden werden, dass die CDs noch vor dem Verkauf vom deutschen Zoll beschlagnahmt wurden.
Cover und Beiheft sollten abermals in Deutschland gedruckt werden. Eine erste Vorlage, die per E-Mail an B. versandt wurde, wurde von diesem jedoch vernichtet, da er eine behördliche Überwachung des Kommunikationsverkehrs befürchtete. Daraufhin musste ein neues Cover entworfen werden. Der anschließende Druck verlief nicht ohne Probleme. Dem Inhaber der beauftragten Druckerei kam das Beiheft suspekt vor, woraufhin er die Staatsanwaltschaft einschaltete. Infolgedessen wurden die Wohnorte von O. und B. durchsucht, dabei wurden jedoch keine strafrechtlich relevanten Beweise gefunden. O. und B. beendeten daraufhin wenig später ihre Zusammenarbeit mit der Band.
Obwohl sich auch die neue CD großer Beliebtheit erfreute, war der Verkaufserlös gering. Ein Grund dafür war, dass unter Umgehung des offiziellen Vertriebs bereits vor dem Verkaufsstart unerlaubt kopierte Kassetten mit den neuen Liedern im Umlauf waren.

## Inhalt
Musikalisch sind die meisten Lieder dem Genre Hard Rock zuzuordnen. Lediglich die Stücke Rudolf Heß und Rebell sind ruhigere Balladen. Thematisch widmen sich die Lieder überwiegend typisch rechtsextremen Themen. Dazu gehören die Ablehnung von als minderwertig empfundenen Ethnien und Andersdenkenden, wie Roma (Zigeunerpack), Schwarze (In den Bergen von Ruanda) und Türken sowie Asylbewerber und sogenannte Zecken (In den Arsch). Dabei werden diese Personengruppen unter anderem mit abfälligen Äußerungen belegt, es wird zur Gewaltanwendung gegen sie aufgerufen oder ihre Abschiebung gefordert. Das Lied In den Bergen von Ruanda verwendet dabei am Anfang einen Textausschnitt aus dem Film Die Kammer, und das Stück Zigeunerpack lehnt sich an das Lied I Hate You der US-amerikanischen Hardcore-Punk-Band Verbal Abuse beziehungsweise die Coverversion von Slayer an, obwohl im Beiheft zur CD die kanadische Punk-Band D.O.A. angegeben wird. Das Lied In den Arsch enthält außerdem Elemente eines Stücks der deutschen Punkband Die Lokalmatadore. Die Band fordert des Weiteren in dem Lied Polacken Tango die Rückeroberung der nach dem Ersten beziehungsweise Zweiten Weltkrieg an Polen verlorenen Gebiete und lehnt die Polen als „nicht-arisches Volk“ ab. Dieses Stück enthält außerdem zu Beginn einen Dialog aus der DDR-Fernsehserie Archiv des Todes. Im Liedtext von Freiheit wird kritisiert, dass Andersdenkende, wie etwa Nationalisten, unter Nichtbeachtung der Menschenrechte zu Unrecht politisch und strafrechtlich verfolgt würden und es keine unabhängige Justiz in Deutschland gebe. In weiteren Liedern wird der Krieg verherrlicht und die SS verehrt (Sturmführer) sowie die Entwicklung der Bundesrepublik Deutschland seit der Wende kritisiert (Verkauft + verraten). Der 1987 in Haft verstorbene, ehemalige NSDAP-Politiker Rudolf Heß wird in der gleichnamigen Ballade verehrt, wogegen in Döner Skins Anhänger der SHARP-Bewegung angegriffen werden. Kreuzberg ist ein fremdenfeindliches Lied, in dem unter anderem dazu aufgerufen wird, die gesamte Bevölkerung des Berliner Stadtteils Kreuzberg mit Strychnin zu vernichten. Das Lied ist an ein Stück des US-amerikanischen, rassistischen Country-Sängers Johnny Rebel angelehnt. Außerdem fordert die Band im Stück Vergeltung Gleichgesinnte auf, zu erwachen und Deutschland von der „Unterdrückung“ zu befreien. Die Ballade Rebell handelt von verschiedenen historischen Personen, die für die Freiheit gekämpft haben (William Wallace, General Lee) und dem Volksaufstand vom 17. Juni 1953 in der DDR. Zu Beginn des Liedes wird Musik aus dem Film Braveheart verwendet. Im Gerichtsurteil zum Verbot der Band wurde insbesondere auf das Titellied des Albums Deutsche Wut hingewiesen, das die Festigkeit des Gruppenverbandes von Landser hervorhebt, den Kultstatus der Band in der rechtsextremen Szene preist und deutlich macht, dass sich die Gruppe der Strafbarkeit ihrer Textinhalte bewusst ist. Im Refrain dieses Liedes wird der damalige Vorsitzende des Zentralrats der Juden in Deutschland Ignatz Bubis angesprochen.

## Covergestaltung
Das Albumcover ist in Schwarz-weiß gehalten und zeigt das Foto einer Antirassismus-Demonstration vom 8. November 1992 in Berlin. Darauf sind der damalige Vorsitzende des Zentralrats der Juden Ignatz Bubis sowie der ehemalige Regierende Bürgermeister Berlins Eberhard Diepgen und der damalige Bundeskanzler Helmut Kohl zu sehen. Im Vordergrund befinden sich Polizisten in Schutzausrüstung. Am oberen Bildrand steht der Landser-Schriftzug in Fraktur in Weiß, und rechts unten befindet sich, ebenfalls in Weiß gehalten, der Schriftzug Rock gegen Oben in Antiqua. Auf dem Rückseitencover steht unter anderem das Zitat „Fahre die Welt lieber zum Teufel, als daß man den Teufel selbst nicht beim Namen nennen dürfe.“ des deutschen Schriftstellers Ernst Moritz Arndt.

## Titelliste
| #  | Titel                    | Länge |
| -- | ------------------------ | ----- |
| 1  | Freiheit                 | 2:41  |
| 2  | Zigeunerpack             | 2:25  |
| 3  | Sturmführer              | 1:35  |
| 4  | Vergeltung               | 3:07  |
| 5  | Polacken Tango           | 4:21  |
| 6  | In den Arsch             | 2:40  |
| 7  | Verkauft + verraten      | 3:14  |
| 8  | Rudolf Heß               | 2:03  |
| 9  | Kreuzberg                | 1:52  |
| 10 | In den Bergen von Ruanda | 2:43  |
| 11 | Döner Skins              | 1:45  |
| 12 | Deutsche Wut             | 3:25  |
| 13 | Rebell                   | 3:57  |